# Крик 2
«Крик 2» (Scream 2) — американський фільм жахів 1997 року режисера Веса Крейвена, друга частина трилогії «Крик». В США фільм зібрав $101 363 301, в інших країнах $71 млн. Таким чином загальні касові збори фільму становлять $172 363 301. Прем'єра фільму відбулася 10 грудня 1997 р.

## Сюжет
Пройшло два роки після кривавої бійні в Вудзборо. Сідні Прескотт (Нів Кемпбелл) поступила в коледж, залишивши рідне місто й страшні спогади. Але минуле не дає їй спокою: історія про маніяка з Вудзборо і так у всіх на слуху завдяки книзі Ґейл Везерс (Кортні Кокс), а тепер ще й вийшов фільм про ті ж події, який породив нову хвилю терору. На прем'єрі фільму гине пара закоханих (Джада Пінкетт Сміт та Омар Еппс), і Ґейл знову опиняється в епіцентрі подій: вона приїжджає в коледж, де навчається Сідні та Ренді (Джеймі Кеннеді), там же зустрічає колишнього офіцера Д'юї (Девід Аркетт). Разом вони намагаються знайти вбивцю, не знаючи, що він ближче, аніж вони думають…

## У ролях
| Актор              | Роль                             |
| ------------------ | -------------------------------- |
| Нів Кемпбелл       | Сідні Прескотт                   |
| Девід Аркетт       | Д'юї Райлі                       |
| Кортні Кокс        | Ґейл Везерс                      |
| Лів Шрайбер        | Коттон Віри                      |
| Джеймі Кеннеді     | Ренді Мікс                       |
| Сара Мішель Ґеллар | Сі-Сі (Кейсі) Купер              |
| Гізер Ґрем         | Кейсі з фільму                   |
| Тімоті Оліфант     | Міккі                            |
| Лорі Меткалф       | Дебі Солт                        |
| Джеррі О'Коннелл   | Дерек                            |
| Еліз Ніл           | Гейлі                            |
| Джада Пінкетт Сміт | Морін Еванс                      |
| Ребекка Ґейгарт    | Сестра Лоїс                      |
| Омар Еппс          | Філ Стівенс                      |
| Торі Спеллінґ      | Торі Спеллінг/Сідні у фільмі     |
| Джошуа Джексон     | Студент режисерського відділення |

## Український дубляж
Українською мовою дубльовано студією «Так Треба Продакшн» на замовлення телеканалу «НЛО TV» у 2019 році.
- Ролі дублювали: Андрій Федінчик, Дарина Муращенко, Юрій Кудрявець, Юлія Перенчук, Дмитро Гаврилов, Ярослав Чорненький, Євген Локтіонов та інші.

## Історія створення

### Кастинг
- Сара Мішель Геллар погодилась взяти участь у зйомках фільму навіть не прочитавши сценарію.
- Під час кастингу на роль Дерека застосовувався особливий критерій відбору — кожен актор мав заспівати пісню «I Think I Love You», яку герой Дерека співає в їдальні.
- На роль швейцара в кінотеатрі проводився спеціальний конкурс, який влаштували MTV. В результаті роль виграла Полета Паттерсон.

### Зйомки
- Зйомки фільму проходили в період з 16 червня 1997 по 28 серпня 1997 — через 6 тижнів після виходу в прокат першої стрічки.

## Фільм у фільмі (Удар ножем)
- Слоганом вигаданого фільму, що знімають у стрічці «Крик 2», є фраза «Буде боляче».
- В першій частині трилогії Сідні каже, що в екранізованій версії її історії вона не хотіла б, щоб її грала Торі Спеллінґ. У вигаданому фільмі «Удар ножем» саме Торі Спеллінґ грає Сідні Прескотт.
- Роль Д'юї, за словами Ренді, зіграв актор Девід Швіммер — колега Кортні Кокс по серіалу «Друзі». Швіммер не з'являється у фільмі.

## Цікаві факти
- На задньому плані під час студентської вечірки можна побачити Меттью Лілларда, який зіграв у першій частині трилогії маніяка Стюарта Мешера.
- Журналіста, який бере інтерв'ю в Коттона, зіграв сценарист фільму Кевін Вільямсон.
- Режисер стрічки Вес Крейвен зіграв лікаря на задньому плані в лікарні.
- В купі людей у кінотеатрі можна помітити актрису Роуз Макґавен, яка зіграла в першому фільмі подругу Сідні, Татум Райлі.
- Кількість смертей у фільмі — 10.

## Саундтрек
1. Master P. за участі Silkk the Shocker — «Scream»
2. Kottonmouth Kings — «Suburban Life»
3. Sugar Ray — «Rivers»
4. D'Angelo — «She's Always in My Hair»
5. Dave Matthews Band — «Help Myself»
6. Collective Soul — «She Said»
7. The John Spencer Blues Explosion — «Right Place, Wrong Time»
8. Foo Fighters — «Dear Lover»
9. Tonic — «Eyes of Sand»
10. Everclear — «The Swing»
11. Less Than Jake — «I Think I Love You»
12. Eels — «Your Lucky Day in Hell»
13. Nick Cave and the Bad Seeds — «Red Right Hand»
14. Kelly — «One More Chance»
15. Ear2000 — «The Chase»

## Нагороди
- Премія MTV Movie Awards у номінації «Найкраща жіноча роль» (Нів Кемпбелл);
- Три премії Blockbuster Entertainment Awards.

## Технічні дані
- Звук: Dolby Digital 5.1
- Рейтинг MPAA: R